# Lars Ljung (ämbetsman)
Lars Ljung, född 1943, är en svensk ämbetsman och var från 1 januari 2000 till sin pensionering 2009 generaldirektör för Sveriges geologiska undersökning (SGU). 
Ljung har tidigare arbetat på Industridepartementet som politiskt sakkunnig, planeringschef och statssekreterare. Han var 1993-99 generaldirektör för Elsäkerhetsverket. Han efterträddes i denna tjänst av Jörgen Andersson.